# Albert Schnez

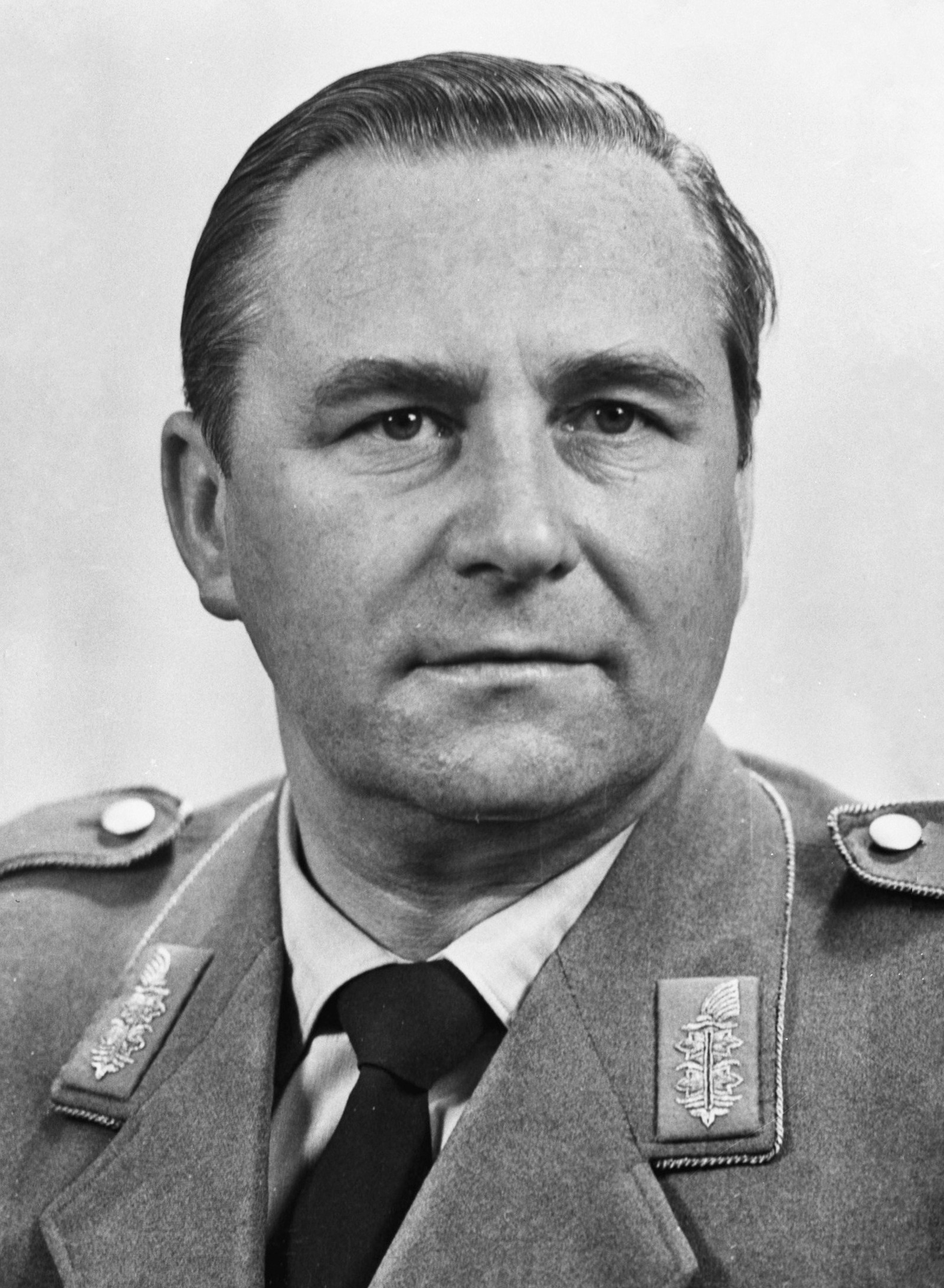
Albert Schnez, 1967

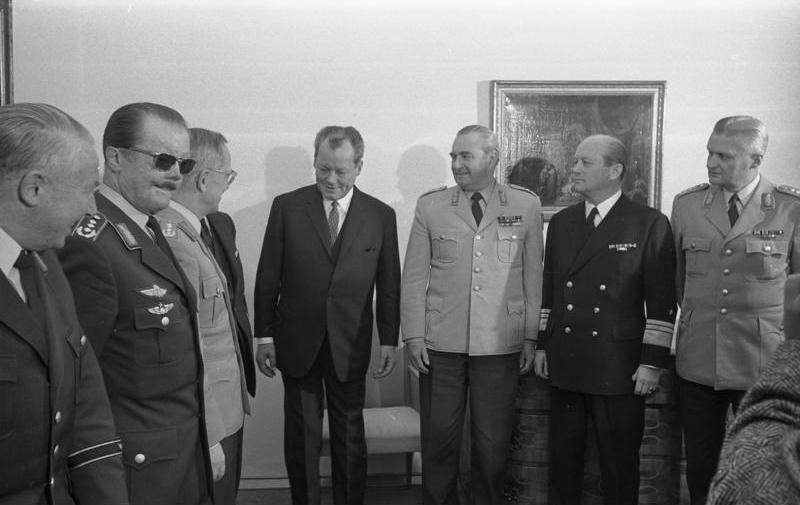
Albert Schnez 1969 (Mitte, rechts neben Bundeskanzler Willy Brandt)

Albert Schnez (* 30. August 1911 in Abtsgmünd; † 26. April 2007 in Bonn) war ein deutscher Offizier der Reichswehr, der Wehrmacht und der Bundeswehr und diente zuletzt von 1968 bis 1971 im Rang eines Generalleutnants des Heeres als dessen Inspekteur. Schnez bemühte sich ab 1949, gemeinsam mit anderen Veteranen der Wehrmacht und der Waffen-SS eine Geheimorganisation, die sogenannte Schnez-Truppe, die gegen eine sowjetische Invasion kämpfen sollte, aufzubauen. Schnez war beteiligt an der Debatte zur Inneren Führung der neu aufgestellten Bundeswehr und gehörte zum engeren Umfeld des Verteidigungsministers Franz Josef Strauß.

## Militärische Laufbahn

### Ausbildung in der Reichswehr und Dienst in der Wehrmacht
1930 trat Schnez in das 13. (Württ.) Infanterie-Regiment der Reichswehr ein. Nach der Ausbildung zum Offizier und Verwendungen als Zugführer, Bataillonsadjutant, Kompanieführer und Regimentsadjutant war Schnez, inzwischen in der Wehrmacht, zu Beginn des Zweiten Weltkrieges Hauptmann und Kompaniechef in einem Gebirgsjäger-Regiment.
Nachdem er die Generalstabsausbildung absolviert hatte, wurde er in das Oberkommando des Heeres versetzt und diente dort in der Abteilung für Transportwesen. Anschließend war er Erster Generalstabsoffizier (Ia) der 25. Panzergrenadier-Division unter dem General der Infanterie Anton Grasser. Ab 1943 führte Schnez als Oberstleutnant ein Regiment dieser Division an der Ostfront und wurde am 8. Juni 1944 für seine Leistungen mit dem Deutschen Kreuz in Gold ausgezeichnet. Ab Mitte 1944 war er als Oberst General des Transportwesens Südukraine. Bei Kriegsende war er als Oberst General des Transportwesens Italien.
Nach der bedingungslosen Kapitulation der Wehrmacht wurde Schnez auf Weisung der Alliierten „Generalbevollmächtigter der deutschen Eisenbahntruppen“ und war somit mitverantwortlich für den Wiederaufbau von Teilen des norditalienischen Eisenbahnnetzes.

### Schnez-Truppe
Nach Unterlagen des Bundesnachrichtendiensts gründete Schnez zusammen mit rund 2000 ehemaligen Wehrmachts- und Waffen-SS-Offizieren die sogenannte Schnez-Truppe mit dem Ziel, rund 40.000 Mann für den Fall eines sowjetischen Angriffs auf die Bundesrepublik oder für den Fall eines Bürgerkriegs gegen Kommunisten zu aktivieren. Die Organisation der Truppe begann 1949 ohne Wissen von Bundesregierung, Öffentlichkeit und Westalliierten.

### Bundeswehr
Im November 1957 wurde er als Brigadegeneral in der neugeschaffenen Bundeswehr reaktiviert und diente als Unterabteilungsleiter Logistik im Führungsstab der Streitkräfte (FüS) im Bundesministerium der Verteidigung in Bonn. Drei Jahre später, 1960, übernahm er von Werner Panitzki den Posten des Chefs des Stabes im Führungsstab der Streitkräfte unter den Generalen Adolf Heusinger und Friedrich Foertsch. Am 1. Oktober 1962, inzwischen zum Generalmajor befördert, übernahm Schnez das Kommando über die 5. Panzerdivision in Diez und führte die Division bis zum 31. März 1965. Anschließend wurde Schnez zum Generalleutnant befördert und übernahm vom 1. April 1965 bis zum 30. September 1968 als Kommandierender General das III. Korps in Koblenz.
Eigentlich war Jürgen Bennecke 1968 als Nachfolger für Josef Moll auf dem Posten des Inspekteurs des Heeres vorgesehen und Schnez sollte Johann Adolf Graf von Kielmansegg auf dem NATO-Posten des Oberbefehlshabers Allied Forces Central Europe nachfolgen. Die niederländische Regierung stellte sich jedoch gegen die Ernennung von Schnez, da dieser vor dem Eintritt in die Bundeswehr geschrieben hatte, dass er erst wieder Soldat werden könne, wenn die Frage der „Kriegsverurteilten“ auf „honorige Weise“ geregelt würde. Die niederländischen NATO-Partner warfen Schnez daraufhin eine nationalsozialistische Gesinnung vor und lehnten ihn für den Posten ab. Daraufhin folgte er am 1. Oktober 1968 Josef Moll als Inspekteur des Heeres nach und Bennecke übernahm den NATO-Posten.
Angesichts der von der 68er-Bewegung geübten Gesellschaftskritik vertrat eine wachsende Anzahl konservativer Offiziere die Meinung, das Militär müsse auf die politischen und sozialen Angriffe auf ihren Berufsstand reagieren. So wurde unter anderem eine stärker „traditionelle“ Traditionspflege gefordert. Im Dezember 1969 wurde eine Studie mit dem Titel „Gedanken zur Verbesserung der inneren Ordnung des Heeres“ bekannt. Sie wurde als „Schnez-Studie“ bekannt, obwohl sie vom vorherigen Verteidigungsminister Gerhard Schröder noch zu dessen Amtszeit in Auftrag gegeben worden war. Als Autoren der Studie sind u. a. Heinz Karst und Wolfgang Schall bekannt.
Sie wurde als Manifest einer traditionsfixierten Offiziergeneration wahrgenommen, die den gesellschaftlichen Wandel in der Bundesrepublik und die Prinzipien der Inneren Führung weitgehend ablehnte. Die Studie beklagte den „fehlenden Verteidigungswillen im Volk“ und forderte „eine Reform an Haupt und Gliedern, an Bundeswehr und Gesellschaft“, um die gesunkene Kampfkraft des Heeres entscheidend zu heben. So stellte sie weitreichende Forderungen an die Zivilgesellschaft, darunter auch Änderungen des Grundgesetzes, um die Autorität des Militärs in Krisen und Krieg zu stärken. Des Weiteren sollte sich die Bundeswehr auf die Werte einer „Kampf-, Schicksals- und Notgemeinschaft“ besinnen.
Schnez blieb trotz Rücktrittsforderungen bis zu seiner Pensionierung am 30. September 1971 an der Spitze des Heeres. Vorher wurde ihm das Große Verdienstkreuz mit Stern verliehen.

## Tätigkeit für Kühne + Nagel
Nach seinem Ausscheiden aus der Bundeswehr arbeitete er für das Logistikunternehmen Kühne + Nagel.

## Ehrungen
- 1971: Großes Verdienstkreuz mit Stern der Bundesrepublik Deutschland